# Jacinto María Cervera y Cervera
Jacinto María Cervera y Cervera (Pedralba, 12 octobre 1827 - Majorque, 14 novembre 1897) était un ecclésiastique espagnol, évêque du diocèse de San Cristóbal de La Laguna et plus tard évêque du diocèse de Majorque.

## Biographie
Né à Pedralba en Communauté valencienne le 12 octobre 1827, il fut ordonné prêtre en 1850.
Il fut nommé évêque auxiliaire de Saragosse le 16 décembre 1880, avec siège d'Hypsus. Il fut consacré évêque le 6 février 1881. L'année suivante, le 27 mars 1882, fut nommé évêque de San Cristóbal de La Laguna (ou Tenerife). Il entra dans le diocèse le 16 juillet 1882 et officie à la cathédrale de San Cristóbal de La Laguna. Il était le troisième évêque de Ténérife. Il a ordonné cinq prêtres diocésains et des années plus tard ont présenté la démission qui a été acceptée le 21 juillet 1885 et s'est retirée dans les îles Baléares.
Enfin, l'année de la retraite, a été désignée le 10 juin 1886 comme évêque de Majorque et d'Ibiza, poste occupé jusqu'à sa mort le 14 novembre 1897 à l'âge de 70 ans.